# Recinto Feiral de Pontevedra
El Recinto Feiral de Pontevedra és un complex multifuncional per a esdeveniments com a exposicions, fires, salons i convencions. Es troba al Parc Rosalía de Castro, al costat de la ribera del riu Lérez, a la ciutat de Pontevedra. Està dedicat fonamentalment a la promoció i dinamització de diversos sectors empresarials de Pontevedra i Galícia i es troba annex al Pazo da Cultura de Pontevedra.

## Història
L'edifici del recinte firal de Pontevedra es va començar a construir en 1997, per iniciativa de la Junta de Galícia, amb una arquitectura moderna. La col·locació de la primera pedra d'aquest recinte dedicat a fires i exposicions va tenir lloc el 6 de juny de 1997. És obra de l'arquitecte Manuel de las Casas, a qui es va encarregar el projecte com a annex al Pazo da Cultura de Pontevedra. Va presentar el projecte que millor integrava els dos edificis, aconseguint una harmonia entre tot el conjunt i els espais del riu Lérez.
El Recinte Firal fva ser inaugurat el 17 de desembre de 1998 i obert al públic amb la Fira de l'Automòbil de Pontevedra Pomóvil inaugurada pel president de la Junta de Galícia.
El Recinte Firal va ser gestionat des de 1998 fins a 2020 per l'organisme autònom Pazo da Cultura de Pontevedra, en nom de l'Ajuntament de Pontevedra.
El 23 de novembre de 2024 es va iniciar la instal·lació d'un ascensor panoràmic, situat al balcó de l'immoble, per a fer-lo més accessible al públic, així com la renovació de la llamborda de l'esplanada exterior. Aquestes actuacions, enfocades a la posada a punt del recinte per a la celebració dels XII Premis Feroz, van millorar la seva funcionalitat, estètica i accessibilitat.
Al desembre de 2024 es va presentar el projecte per a enjardinar els estacionaments que envolten el recinte firal. Aquesta millora paisatgística implica la plantació de 71 arbres més davant de la façana davant del carrer Alexandre Bóveda i la creació d'una franja vegetal de 100 metres lineals al llarg del pàrquing, en la seva part més pròxima a l'edifici, amb arbres de port mitjà i espècies arbustives i una sendera per als vianants per connectar totes les places d'aparcament. A més es crea una altra franja vegetal de separació amb el carrer Alexandre Bóveda, en la qual s'instal·laran bancs, i s'implementa un altre espai amb vegetació per al descans amb un mur condicionat com a banc en la part més pròxima al palau de congressos i exposicions. A l'Esplanada del recinte i accessos des del passeig de Rafael Areses també es crea una franja vegetal en la rampa de pujada en la qual es planta nou arbratge, es reordenen i delimiten les places d'aparcament i s'estableixen nous recorreguts per als vianants.

## Descripció
El recinte firal té una superfície de 7.500 m² coberts d’un total de 20.500m²  i consta d'un edifici de 163 metres de llarg, 34,4 metres d'ample i 15,2 metres d'alt.
El Recinte Firal de Pontevedra disposa d'un aparcament a l'aire lliure amb capacitat per a 230 vehicles i places d'estacionament en bateria. L'edifici, de forma tetraèdrica, està construït en acer amb acabats de alumini i vidre. La construcció, que és polivalent, compta amb una zona d'exposició totalment coberta, preparada per a albergar tot tipus de Fires i Exposicions, així com d'una zona d'acreditacions per a conferències en el vestíbul d'entrada. Posseeix un ampli ventall de possibilitats de distribució per a adaptar els esdeveniments a les necessitats específiques de cadascun d'ells.
Aquest ampli complex es complementa amb l'auditori adjacent, amb una capacitat total de 1118 places i una superfície total de 10.000 m². L'edifici tetraèdric del recinte firal, amb la seva textura dura i freda d'acer, les seves parets de panells perforats d'alumini i els seus grans finestrals, contrasta amb les lloses de pissarra verda de l'annex, el Pazo da Cultura de Pontevedra, al qual té accés directe des de l'interior, la qual cosa permet una gran versatilitat en l'ús conjunt de totes les seves estades, de manera que els serveis de restaurant, cafeteria i terrassa són d'ús compartit.
Les dimensions dels espais del Recinte Firal de Pontevedra són les següents:
- Pavelló d'accés per a exposicions i congressos: 350 m².
- Superfície de l'edifici principal: 4.140 m².
- Hall de la primera planta: 750 m².
- Magatzem del centre d'exposicions: 368 m².
- Aparcament exterior a l'Esplanada amb enfront del parc Rosalía de Castro: 16.650 m².[7][8]
- Aparcament exterior frontal del carrer Alexandre Bóveda: 10.325 m².[7]

La construcció presenta una harmoniosa combinació d'espacialitat, versatilitat i lluminositat. Aquest espai polivalent està envoltat de deu mil metres quadrats de zones verdes en el parc Rosalía de Castro.

## Esdeveniments
El recinte firal acull cada any diversos esdeveniments de caràcter professional i públic, com la fira Culturgal, la fira Etiqueta Negra (fira de productes gurmet gallecs), la fira Pont Up Store, la fira Stock, la fira Edugal o la fira de noces Si quero, la fira de l'automòbil Móvete i la fira familiar i infantil Mundonenos entre d'altres.
A més, el Recinto Feiral de Pontevedra s'utilitza per a una àmplia gamma d'activitats d'oci, com la instal·lació d'una pista de gel en Nadal o la celebració de concerts a l'aire lliure a les esplanades exteriors.
En el passat, el recinte firal va acollir importants fires com Ferpalia (fira de turisme de Galícia) o esdeveniments com la passarel·la de moda gallega Pontus Veteris.
A l'esplanada empedrada davant del Recinte Firal davant del parc Rosalía de Castro se celebra el festival Río Verbena Fest. En aquest mateix espai es realitzen importants concerts d’artistes consagrats com el de Pablo Alborán realitzat al setembre de 2015.
El Recinto Feiral de Pontevedra acull la celebració de les gales dels Premis Feroz al gener de 2025 i 2026.

## Galeria d'imatges

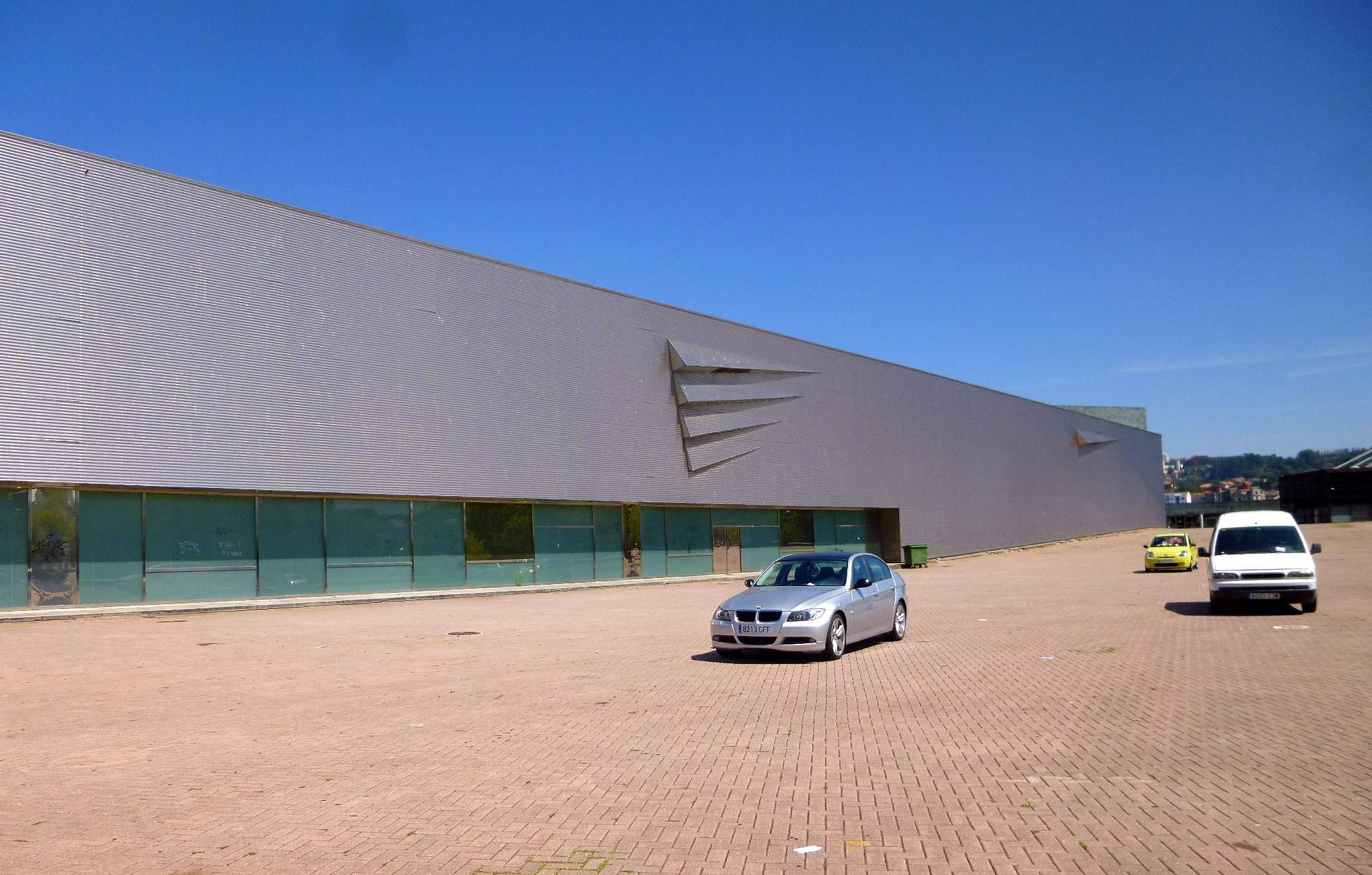
Façana d'alumini i vidre
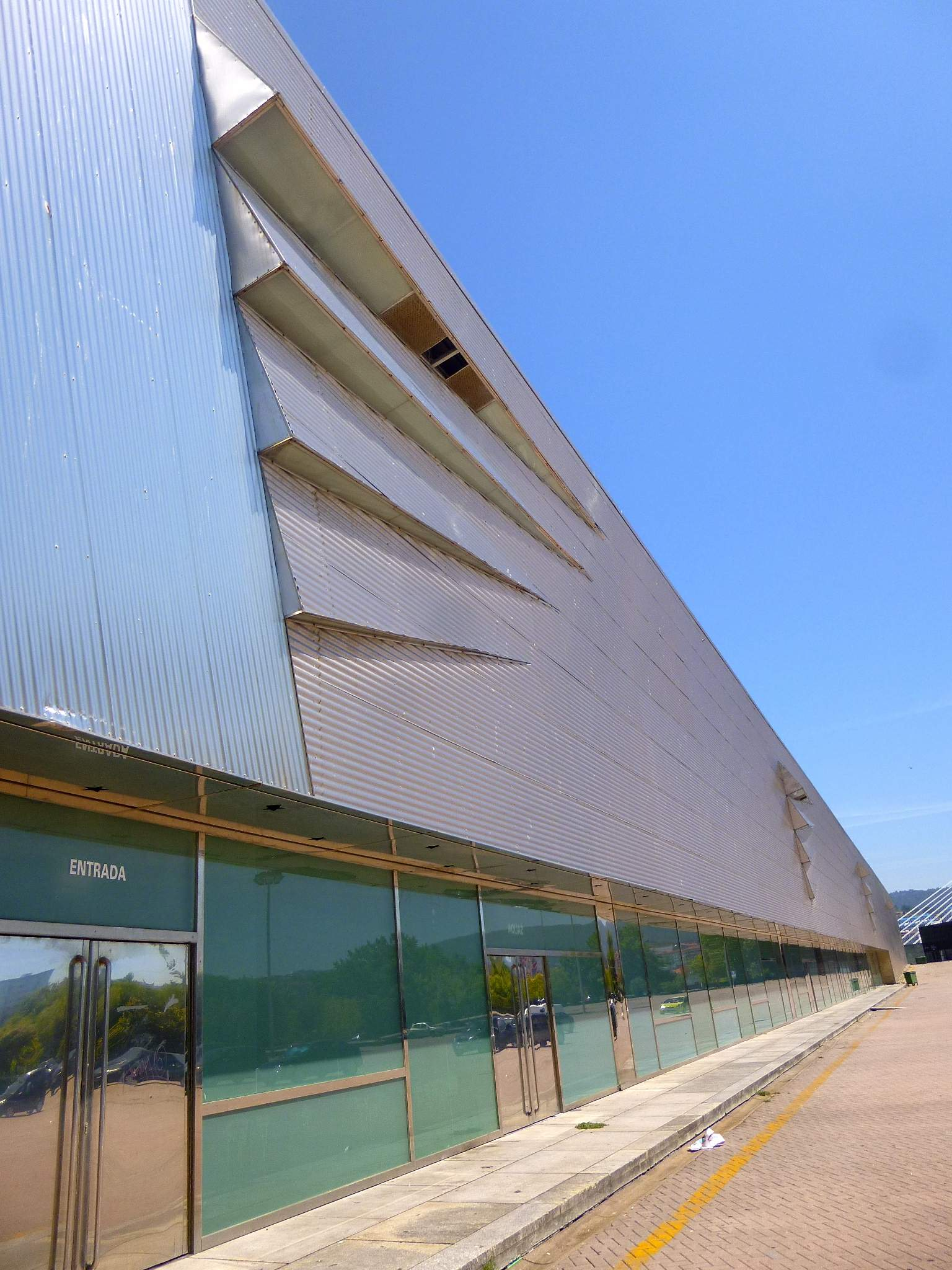
Entrada
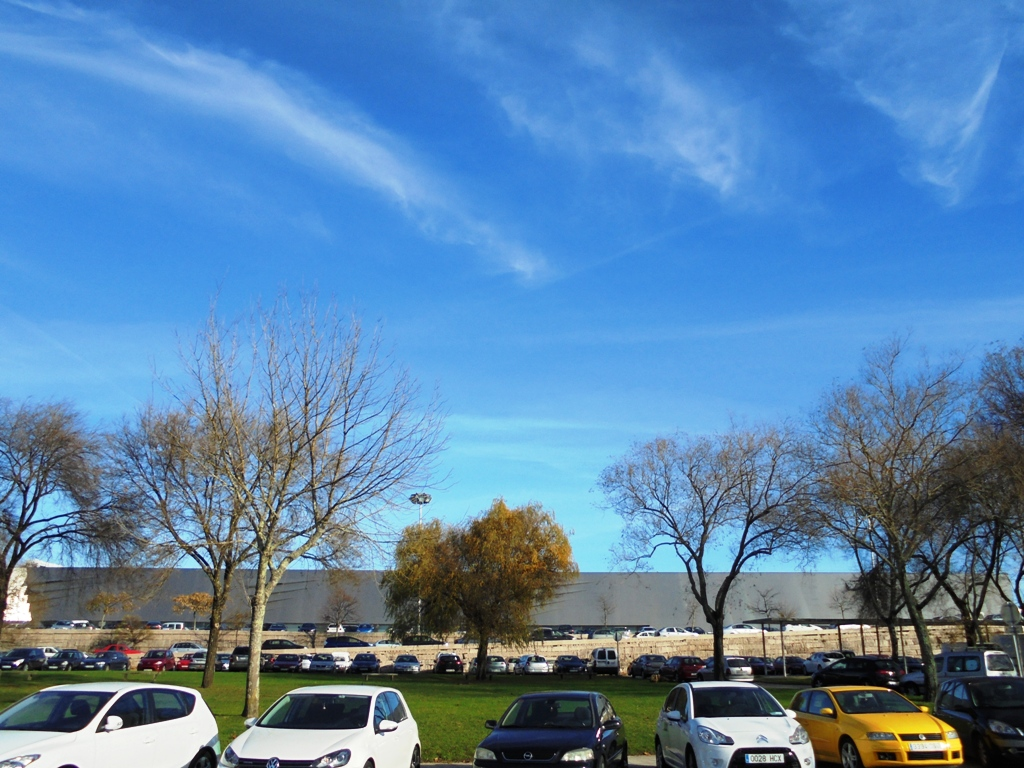
Vista general al parc Rosalía de Castro
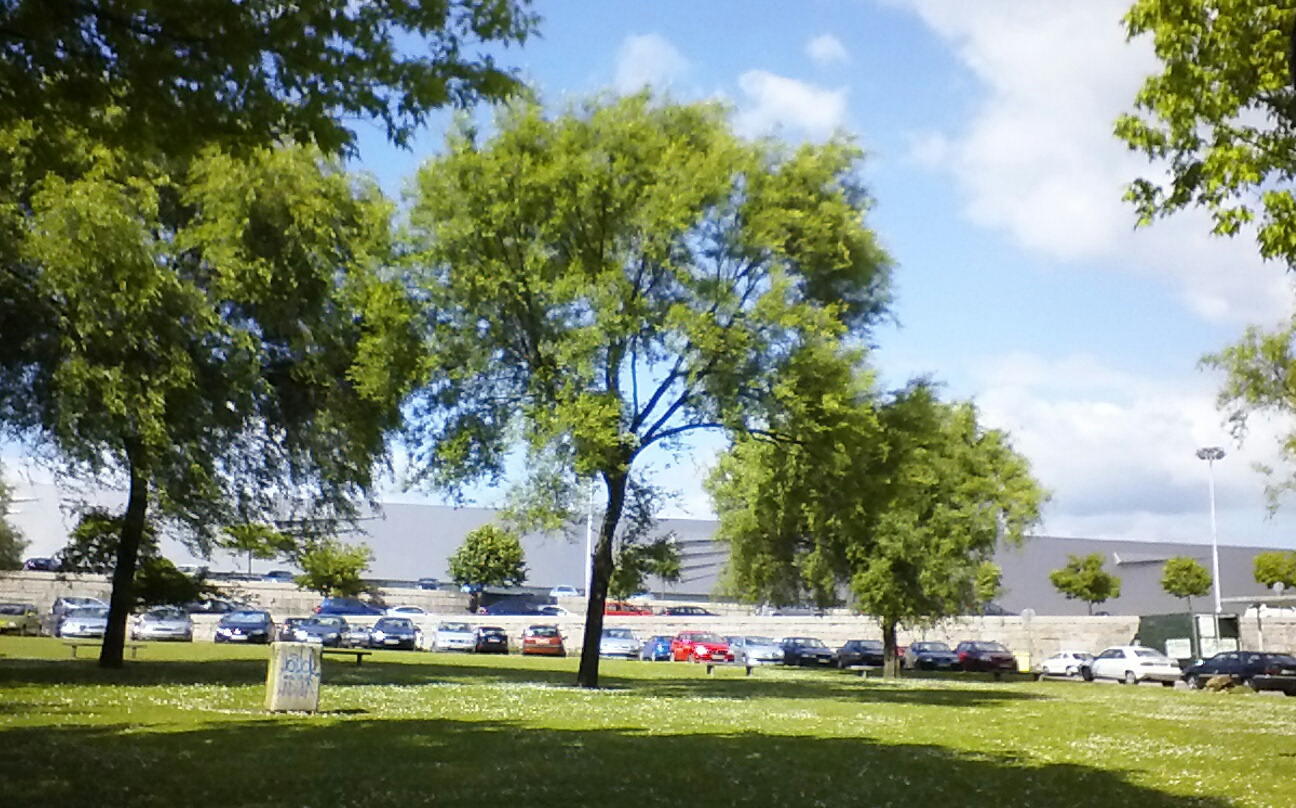
Façana principal i parc Rosalía de Castro als marges del Lérez
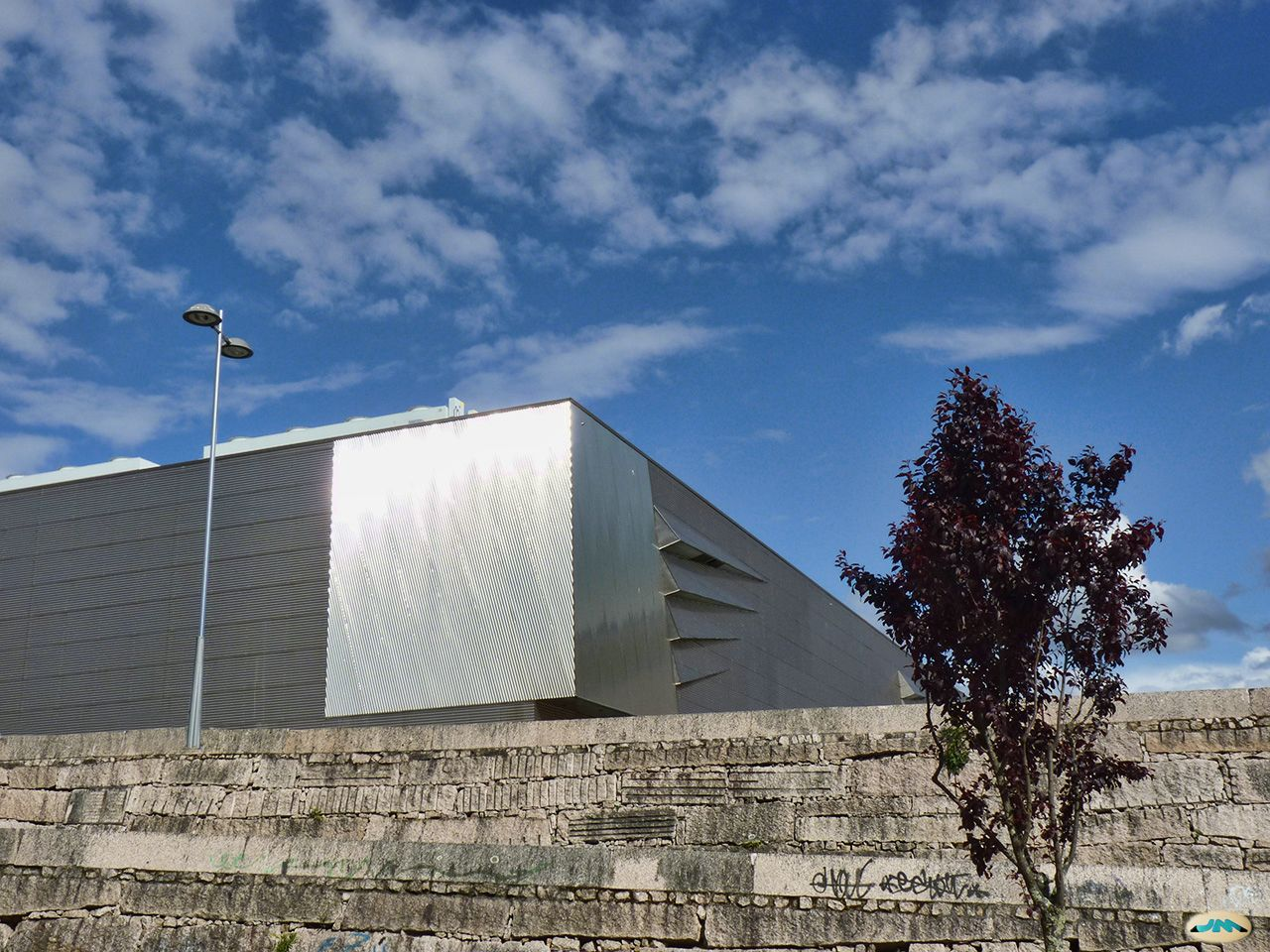
Vista lateral
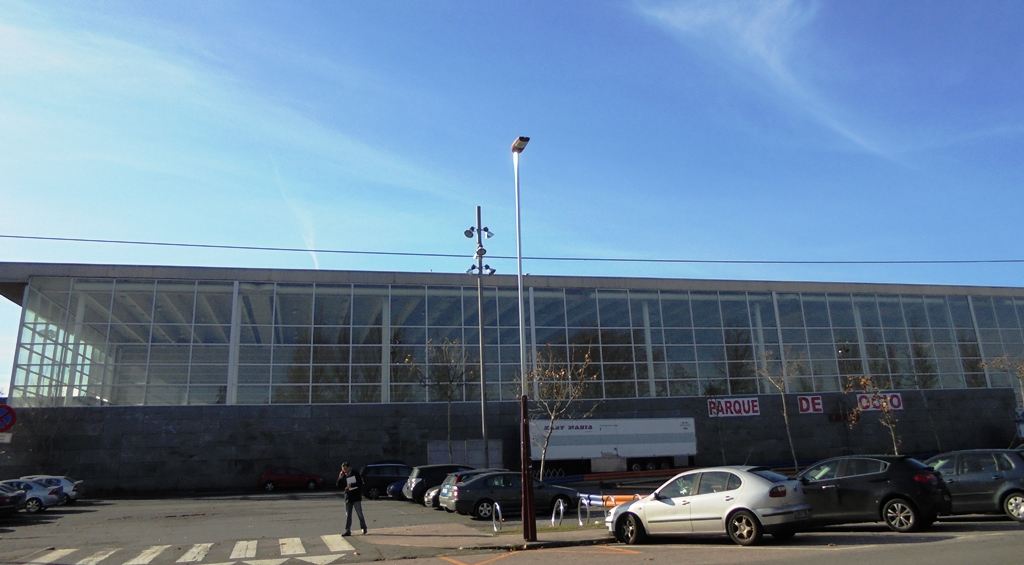
Façana del darrere
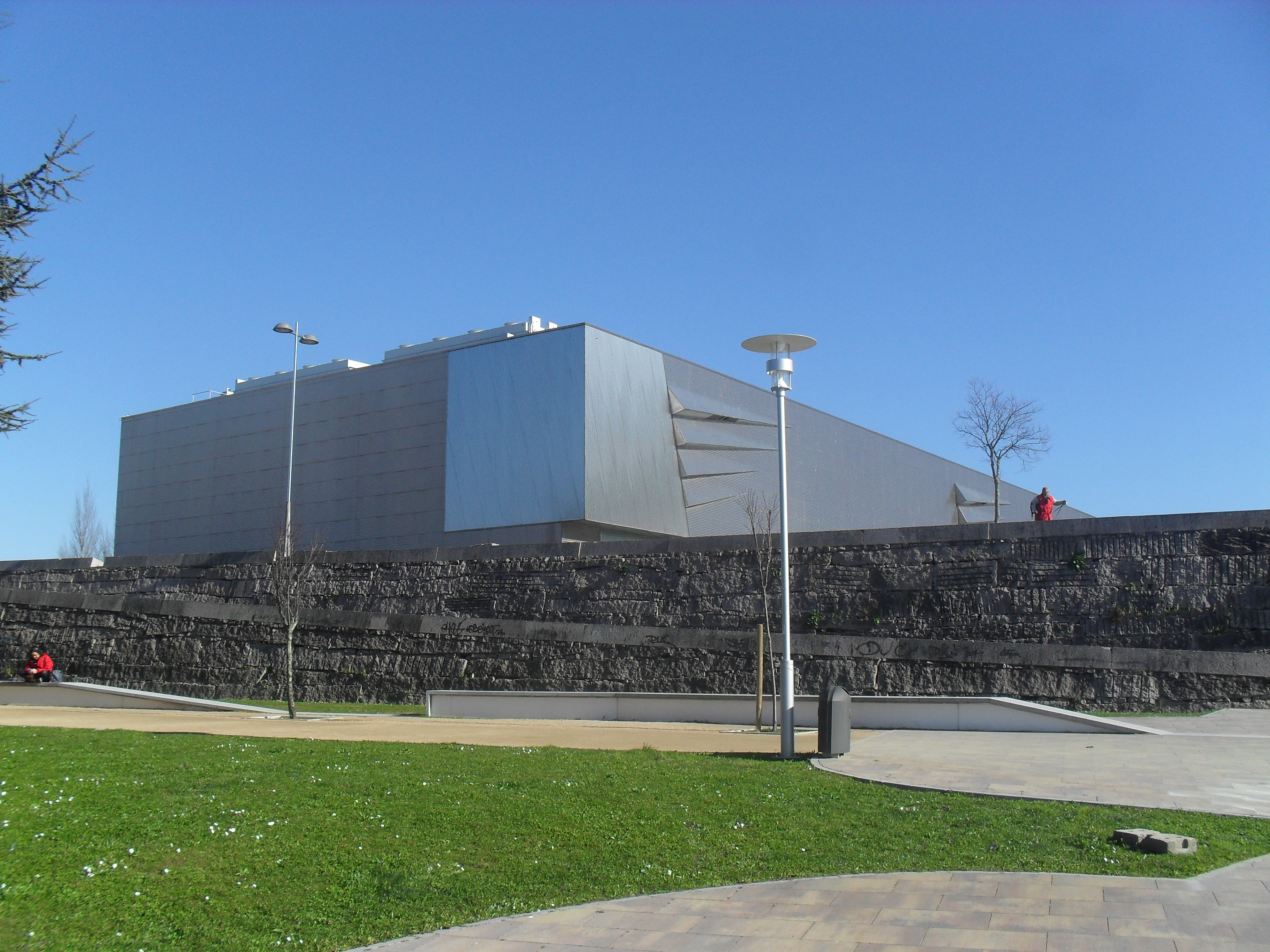
Vista lateral
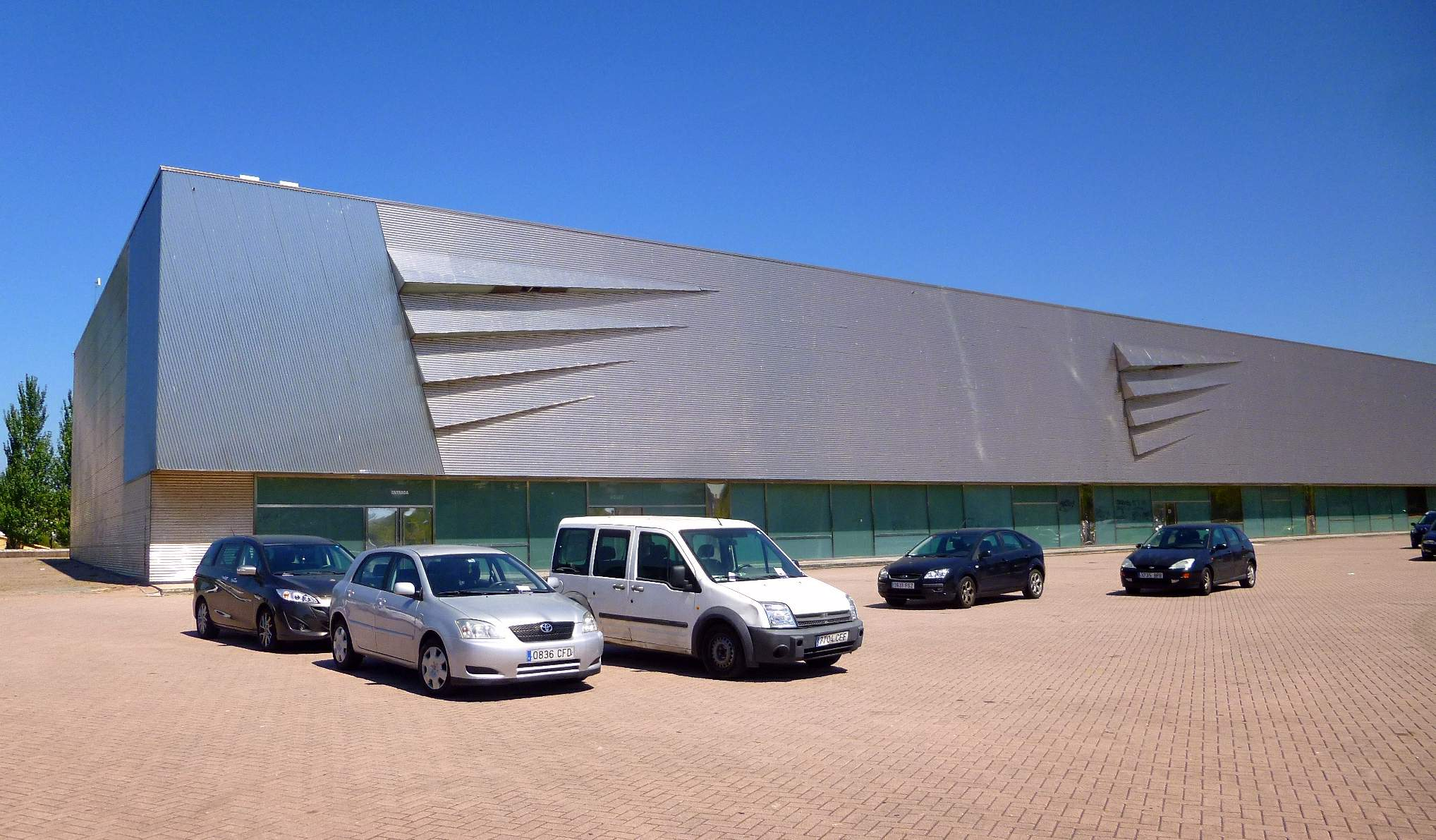
Façana
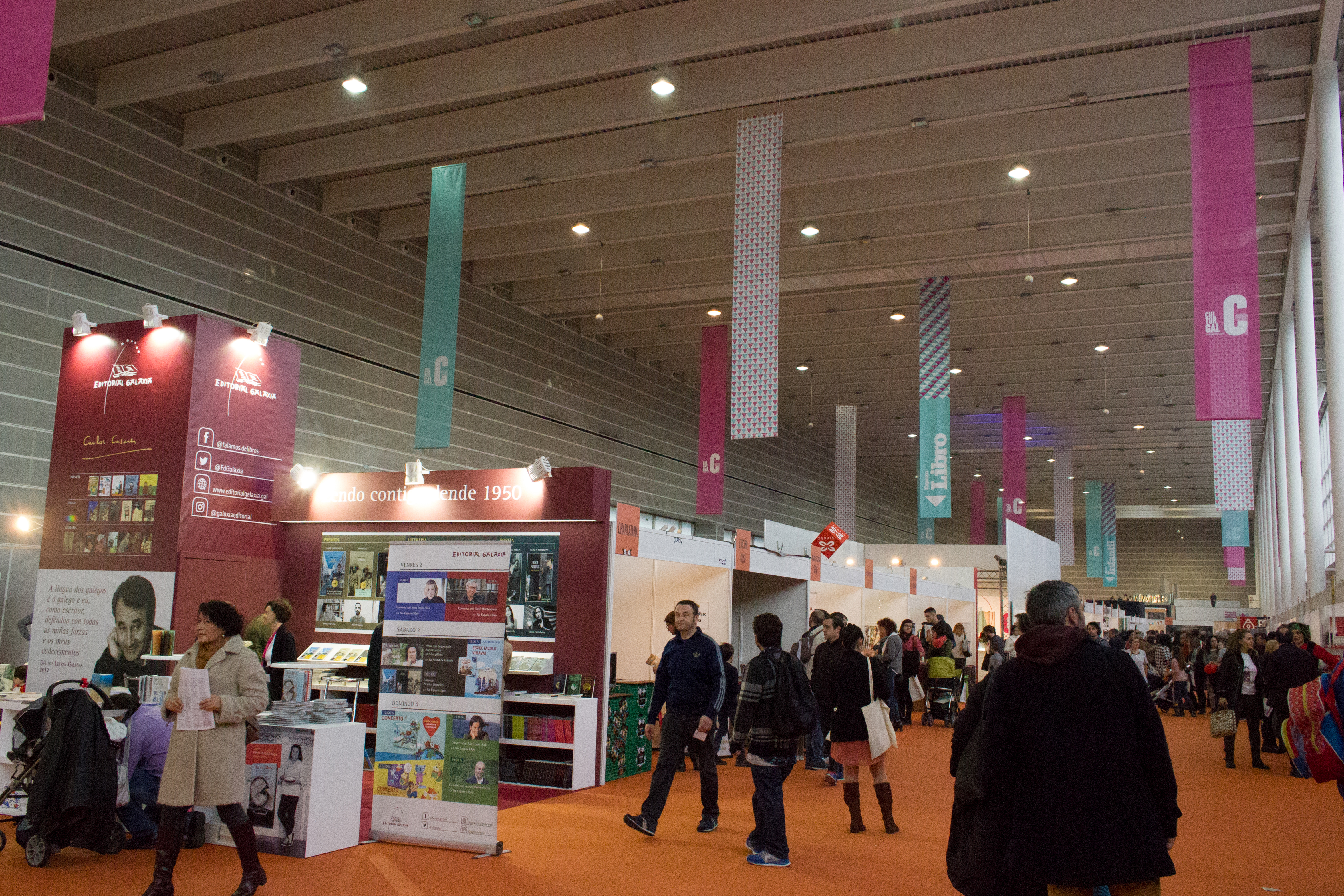
Culturgal el 2016